# Айканов, Артемий Михайлович
Артемий Михайлович Айканов (1848 — 1904) — доктор медицины, директор Мариинской больницы, почётный лейб-медик (1898), затем — штатный лейб-медик (1899), врач цесаревича князя Георгия Александровича, действительный статский советник.

## Биография
Происходил из потомственных дворян Рязанской губернии. Родился в Санкт-Петербурге 20 октября (1 ноября) 1848 года в семье товарища председателя временного присутствия Герольдии Михаила Авксентьевича Айканова (1798—1881). Ещё в 1792 году их предок, Авксентий Семёнович Айканов, был внесён во II часть Дворянской родословной книги Рязанской губернии.
Учился в 3-й Санкт-Петербургской гимназии (вып. 1865). После окончания в 1870 году курса в Императорской медико-хирургической академии со степенью лекаря, начал службу сверхштатным младшим медицинским чиновником при медицинском департаменте; в 1878 году был перемещён на вакансию младшего ординатора при Мариинской больнице. В 1879 году назначен директором московской школы Патриотического общества, а в следующем году утверждён консультантом лечебницы для приходящих Комитета для разбора и призрения нищих. В 1889 году защитил диссертацию и назначен старшим врачом Мариинской больницы.
В 1890 году командирован за границу с научной целью, а в 1891 году по высочайшему повелению был назначен сопровождать в Алжир наследника цесаревича. В 1896 году произведён в чин действительного статского советника и командирован в Аббас-Туман. В 1897 году назначен врачом-консультантом по внутренним болезням при петербургских учебно-воспитательных заведениях Ведомства учреждений императрицы Марии. В 1900 году назначен директором Санкт-Петербургской Мариинской больницы для бедных и Александрийской женской, а также членом особого врачебного совещания Ведомства императрицы Марии. На время отъезда лейб-хирурга Павлова в 1900—1902 годах исполнял обязанности инспектора по медицинской части. В 1902 году на яхте Зарница сопровождал за границу цесаревича Михаила Александровича. В 1903 году был избран почётным мировым судьёй Сапожковского уезда. Несмотря на то, что Айканов был очень занят делами по управлению Мариинской больницей, он часть своего времени посвящал учёным и благотворительным обществам.
Состоял товарищем председателя медико-хирургического общества, председателем комитета по приему больных в санаторий Халила (ныне санаторий «Сосновый Бор»), членом попечительства о бедных при Мариинской и Александрийской больницах. В 1903 году Айканову была проведена серьёзная операция, после которой он прожил ещё одиннадцать месяцев. За три недели до смерти он слёг в постель. Скончался в Санкт-Петербурге 20 мая (2 июня) 1904 года от рака желудка. Похоронен в Санкт-Петербурге на Новодевичьем кладбище (могила не сохранилась).

## Труды
- К вопросу о питании больных яичными щелочными альбуминатами (искусственным Тата-белком): Диссертация на степень доктора медицины Артемия Айканова